# Knighton (Gales)

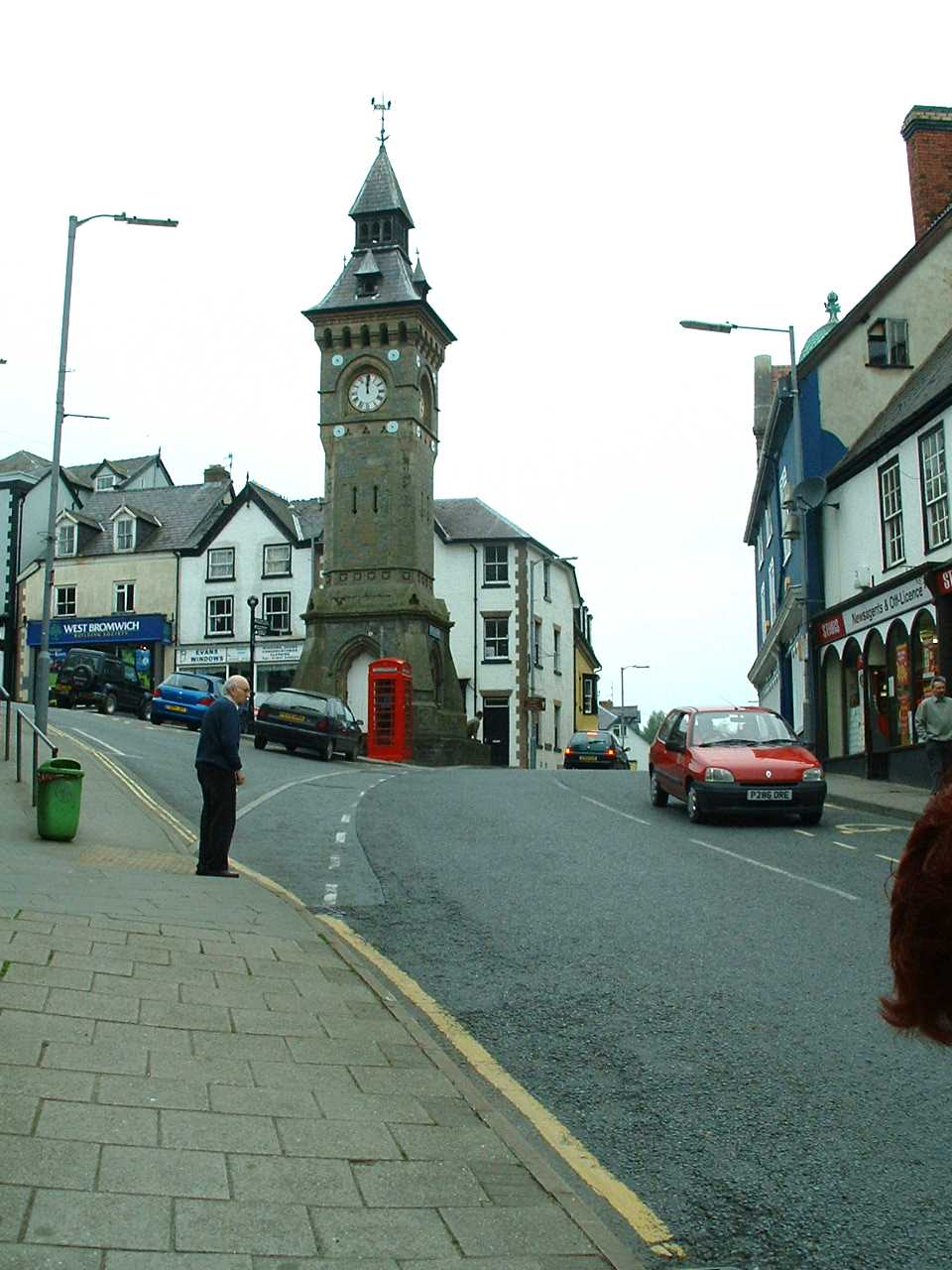
Torre de reloj en el centro de Knighton.

Knighton (en galés, Tref-y-clawdd o Trefyclo) es una localidad situada principalmente en Powys, Gales. Según el censo de 2011, tiene una población de 3007 habitantes.
Un área muy pequeña, que incluye la estación de tren, está ubicada en Shropshire, Inglaterra.
El nombre significa Tierra o Villa del Caballero. El nombre galés, Tref-y-clawdd, registrado oficialmente por primera vez en 1971, se traduce como Villa en el Dique, una referencia al Offa's Dyke, que está cerca.
Desde agosto de 2009, Knighton está hermanada con Varades, una localidad en el departamento francés de Loira Atlántico, en la región de Países del Loira.